# Radiodiffusion-Television Gabonaise
Radiodiffusion-Television Gabonaise je národní rozhlasová a televizní společnost afrického státu Gabon, jež sídlí v jeho hlavním městě Libreville. Vlastní ji gabonská vláda. Stanice provozuje dva kanály a rádia.

## Kanály
Televize
| Název            | Popis |
| ---------------- | --- |
| Gabon Télévision | Kanál začal vysílát 9. března 1963 v 9:30 pod názvem RTG. V roce 1977 byl z důsledku založení kanálu RTG 2 přejmenován na RTG 1. Po reorganizaci, která proběhla v roce 2012, byl kanál přejmenován z RTG 1 na Gabon Télévision. |
| RTG Châine 2     | V roce 1977 byl založen sesterský kanál RTG 1 s názvem RTG 2. |

Rádio
- RTG - Radio 1
- RTG - Radio 2